# Battle Beyond the Sun
Battle Beyond the Sun is een in 1962 uitgebrachte film. De film is een in het Engels nagesynchroniseerde en herwerkte versie van de uit de Sovjet-Unie afkomstige sciencefictionfilm Nebo zovjot (Russisch: Небо зовёт) uit 1959. 
Roger Corman, bijgenaamd The Pope of Pop Cinema, verwierf de Amerikaanse distributierechten op de film en huurde de destijds jonge filmstudent Francis Ford Coppola in om de film te veramerikaniseren. Coppola voegde enkele scènes met vechtende ruimtemonsters toe aan de film. Hij verwijderde ook de anti-Amerikaanse propaganda en alle verwijzingen naar de Sovjet-Unie.